# Reserves índies Stoney 142, 143, i 144
Les Reserves índies Stoney 142, 143, i 144 són unes reserves índies a Alberta en la Divisió núm 15. És la llar de les Primeres Nacions Bearspaw, Chiniki i Wesley dels Nakoda.
La comunitat s'estén al llarg d'ambdós costats de la Trans-Canada Highway, a l'est del Parc Nacional Banff i al nord de Districte de Millora Kananaskis. A més de Kananaskis, també està envoltada per Bighorn múm. 8, comtat Rocky View, i el poble de Cochrane. Per superfície terrestre, és la tercera major reserva indígena al Canadà (després de Blood 148. Té 444,94 km² i una població en 2011 de 3.494 habitants, dels quals 2.355 parlen stoney, 25 blackfoot, 40 cree i 135 altres llengües índies.

## Història
Las major part de la pel·lícula Buffalo Bill and the Indians, or Sitting Bull's History Lesson fou rodada a la reserva. Frank "Sitting Wind" Kaquitts, qui va fer de Sitting Bull a la pel·lícula, havia estat elegit cap per primera vegada de la Primera Nació Nakoda (Stoney) d'Alberta, després que s'haguessin fusionat tres bandes l'any anterior. La pel·lícula Open Range de Kevin Costner també fou filmada a la reserva.
La reserva Stoney Reserve fou danyada greument per una inundació massiva en juny de 2013 i centenars de residents foren evacuats de llurs llars.